# Mémorial Waterloo 1815
Le Mémorial Waterloo 1815 est un ensemble muséal belge situé sur le site du champ de bataille de Waterloo en Belgique et qui regroupe un musée inauguré en 2015, la Butte du Lion, le Panorama de la bataille de Waterloo et la Ferme d'Hougoumont.

## Localisation
Le Mémorial, la Butte du Lion et le Panorama de la bataille de Waterloo se dressent à la lisière nord du site du champ de bataille de Waterloo, le long de la route du Lion, à l'ouest de la chaussée de Charleroi, sur le territoire de la commune belge de Braine-l'Alleud, dans la province du Brabant wallon.
La Ferme d'Hougoumont se dresse au sud-ouest de l'ensemble précité, au bout d'un chemin qui démarre à côté de la rotonde du Panorama, le chemin des Vertes Bornes qui prend ensuite le nom de chemin du Goumont.
Les environs sont riches en monuments célébrant le souvenir de la bataille, comme le Monument aux Belges, le Monument aux Hanovriens, le Monument Gordon, la stèle au 8e régiment d'infanterie de ligne, la stèle au 27th (Inniskilling) Regiment of Foot et la stèle Picton.

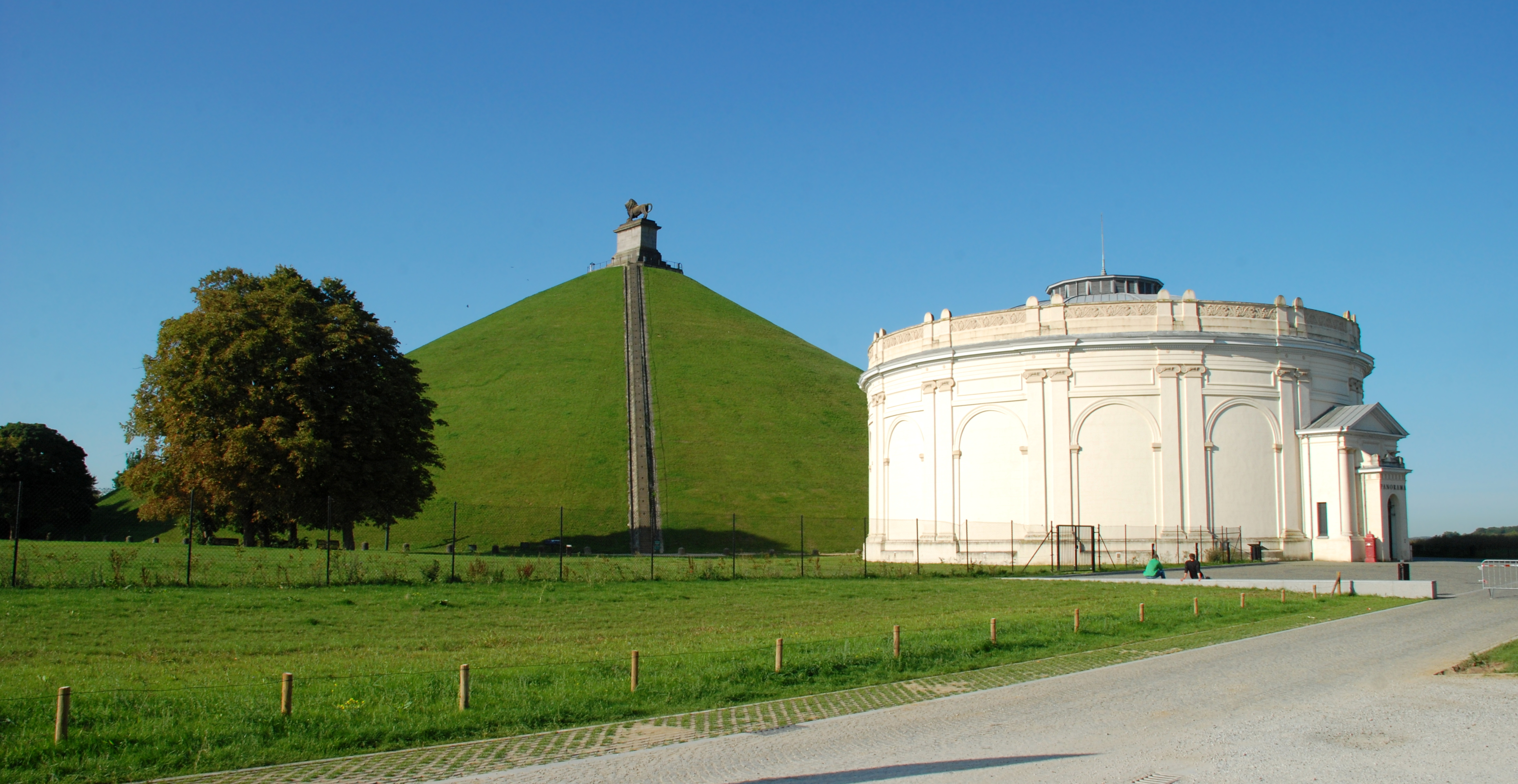
La Butte du Lion et la rotonde du Panorama de la bataille de Waterloo.

## Historique
Le site regroupe quatre éléments datant de périodes très différentes :
- la Butte du Lion érigée en 1826 à la demande du roi Guillaume Ier des Pays-Bas ;
- la Ferme d'Hougoumont, position avancée qui protégeait l'aile droite des Alliés et qui fut le point le plus violent de la bataille de Waterloo le 18 juin 1815 ;
- la rotonde du Panorama de la bataille de Waterloo, construite en 1911 par l'architecte Franz Van Ophem[1] ;
- un Mémorial enterré inauguré le 21 mai 2015, un peu moins d'un mois avant les reconstitutions du Bicentenaire de la bataille de Waterloo[2].

Le Mémorial est construit à l'approche du bicentenaire de la bataille de Waterloo afin de remplacer l'ancien « centre du visiteur désuet et sans grand intérêt ». Sa construction a été qualifiée par la presse de « renaissance après des années à vivoter entre animations fatiguées, restauration médiocre et abords négligés », presse qui a souligné le fait que « la Région wallonne a enfin compris tout l'intérêt de ce joyau au milieu des champs ». L'ancien centre d'accueil est rasé.
Les responsables de l'ASBL et de l'Intercommunale « Bataille de Waterloo 1815 » présentent le Mémorial à la presse et au ministre wallon du Tourisme le 21 avril 2015.
La construction du mémorial coûte 40 millions d'euros, financés par la Région wallonne, et sa scénographie, à elle seule, coûte près de six millions d'euros,,.
L'Intercommunale « Bataille de Waterloo 1815 » gère le site à ses débuts mais la Région wallonne et l'Intercommunale décident de faire appel à de véritables professionnels du tourisme pour tirer pleinement parti des installations rénovées du champ de bataille : un appel d'offres est lancé au niveau européen en 2018 et le marché est attribué à Kléber Rossillon, une société privée française qui gérait déjà neuf sites patrimoniaux et touristiques en France dont le musée de Montmartre, le Train de l'Ardèche, le château de Castelnaud ou encore la grotte Chauvet,.
Un contrat de concession est signé le 28 février 2019, qui confie à partir de mars 2019 la gestion du mémorial à l'opérateur privé jusqu'en 2035,. Le contrat prévoit une redevance annuelle de 365.000 euros à répartir entre la Région et l'intercommunale, plus deux redevances variables liées au chiffre d'affaires du concessionnaire. Le concessionnaire se fixe l'objectif d'arriver à 300.000 visiteurs payants au Mémorial en 2021, année du bicentenaire de la mort de Napoléon Ier,.

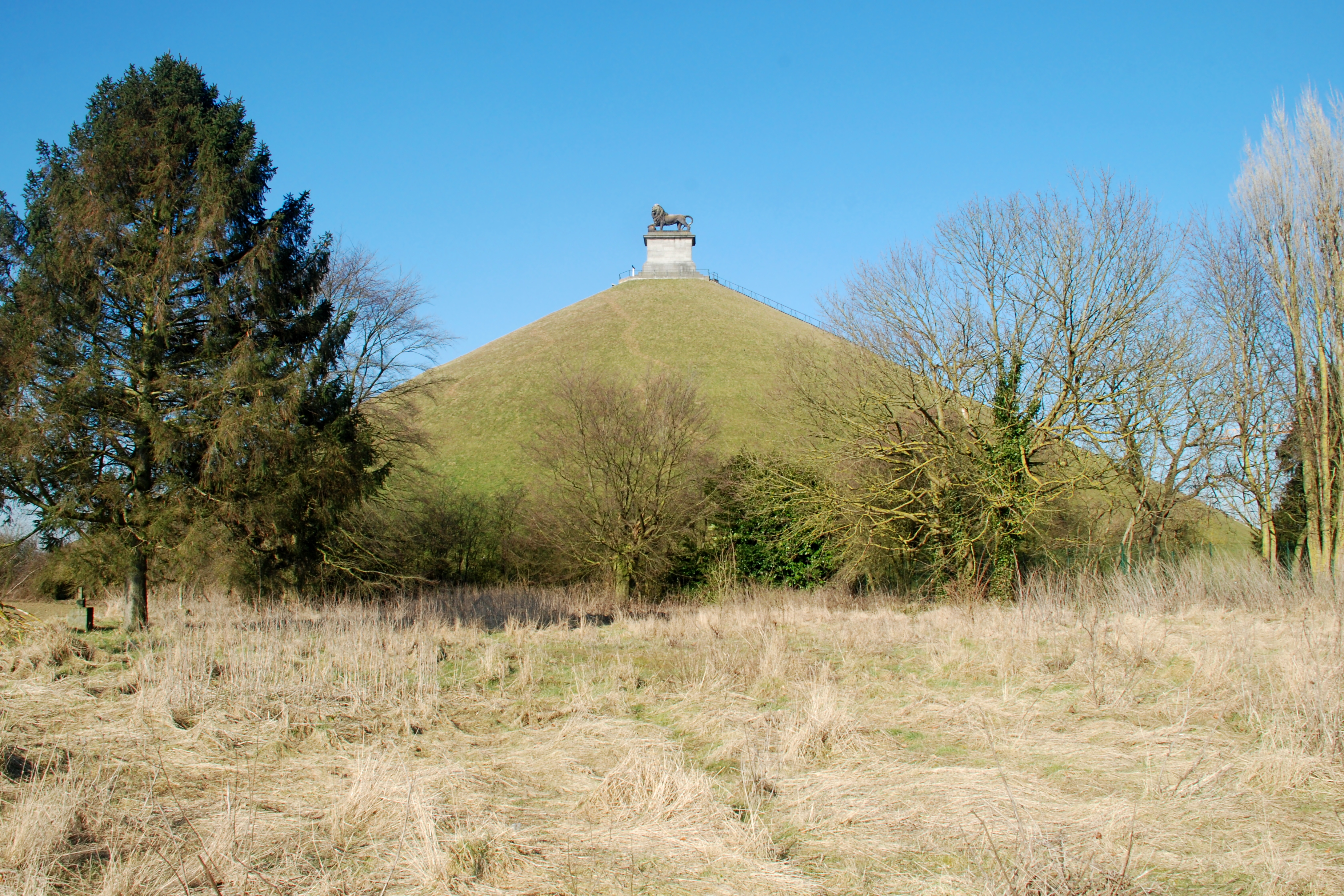
La Butte du Lion.
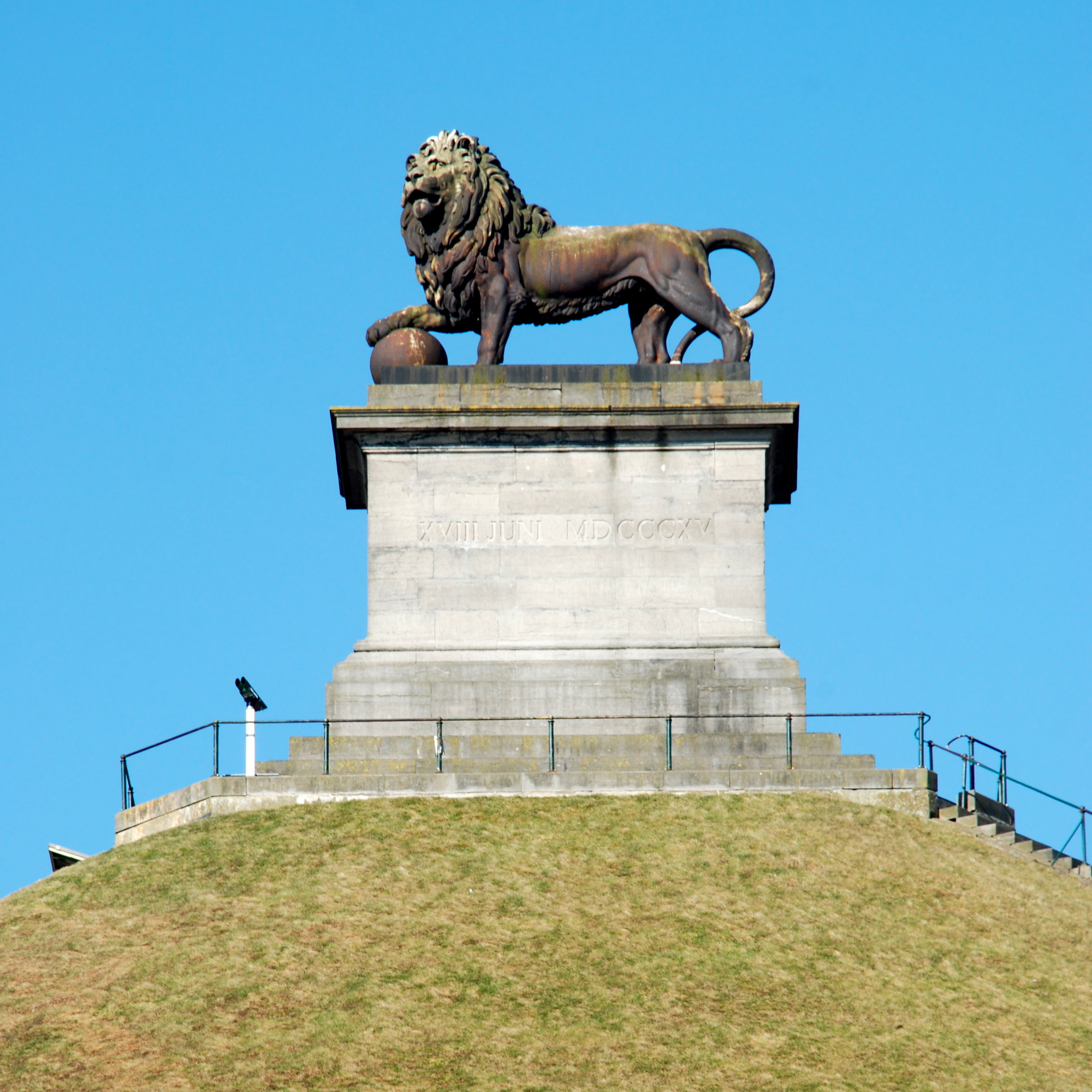
La statue du Lion au sommet de sa butte.
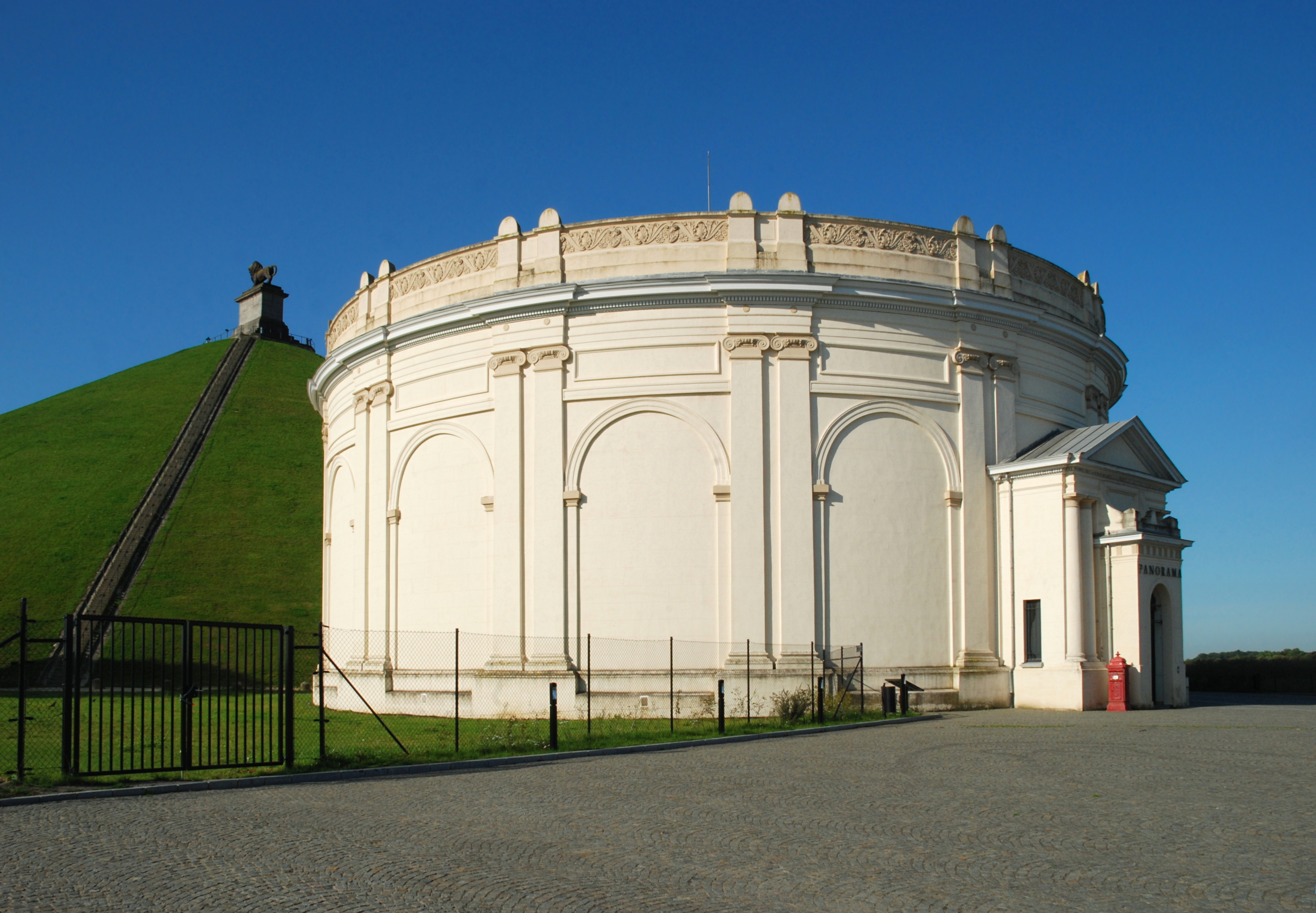
La rotonde du Panorama.

## Description
« Ce mémorial, enterré, retrace tous les événements de la fameuse bataille qui a valu la perte de l'Empereur Napoléon en 1815, et se veut un véritable hommage aux 40.000 soldats tués ou blessés lors des affrontements ».

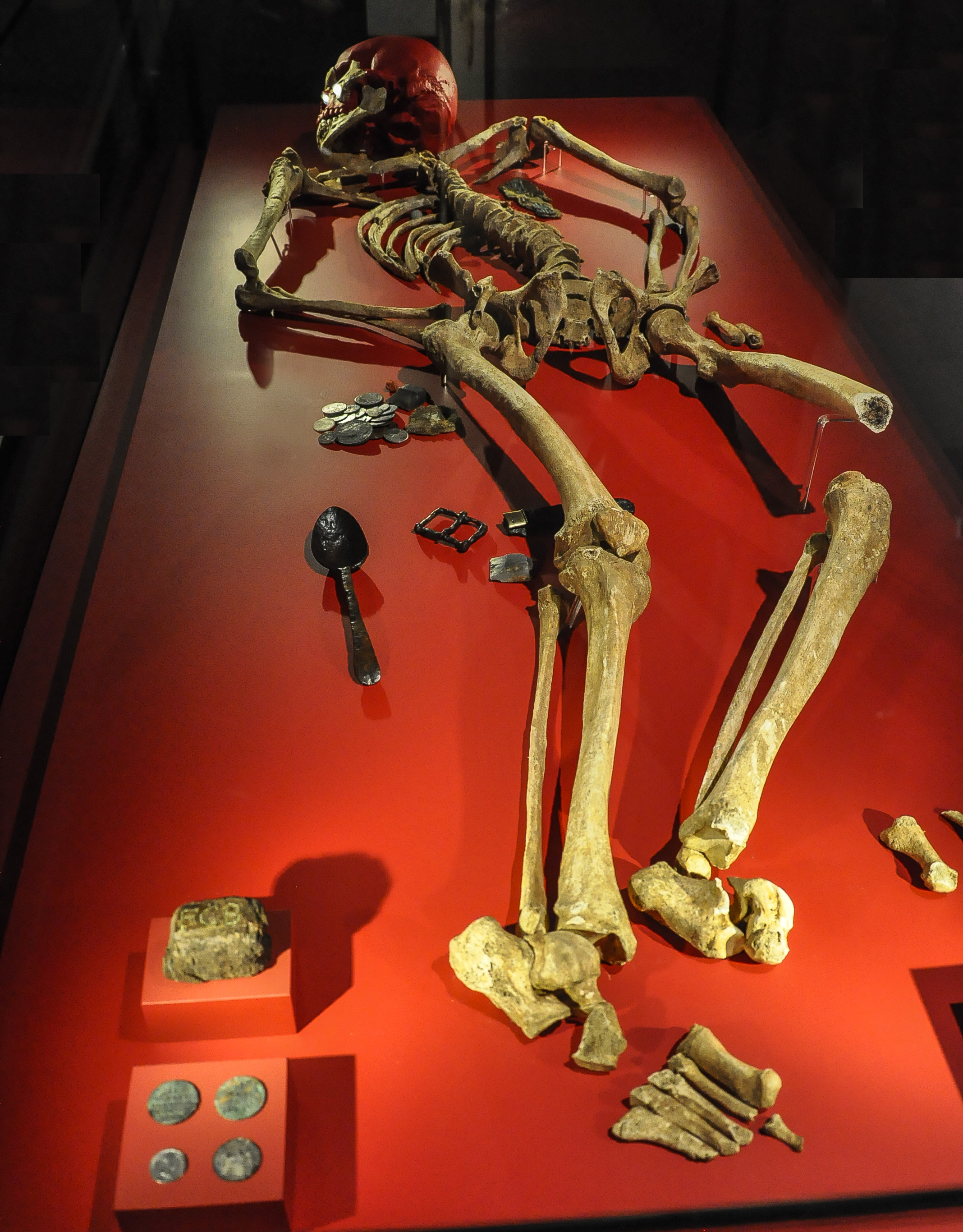
Le soldat de Waterloo exhumé en 2012.

Le mémorial, d'une surface de 1 500 m2, permet au visiteur de revivre l'histoire de la bataille à travers des dioramas, des uniformes, des objets historiques, des cartes animées, un film projeté sur un écran panoramique 3D de 25 m de large, un jeu de piste et des animations multimédias.
Il présente également le squelette du « Soldat de Waterloo », découvert en 2012 lors d'une enquête archéologique sur le site d'un nouveau parking, et qui appartenait probablement à un Hanovrien décédé au cours de la bataille.
Le mémorial donne accès à la Butte du Lion (un monument de 40 mètres de hauteur érigé en 1826 à la demande de Guillaume Ier, roi des Pays-Bas, pour marquer l'endroit présumé où son fils ainé, le Prince d'Orange, fut blessé le 18 juin 1815), à la rotonde du Panorama de la bataille de Waterloo (construite en 1911 par l'architecte Franz Van Ophem pour abriter la gigantesque toile constituant le panorama de la bataille est peinte par le peintre français Louis-Jules Dumoulin en 1912 pour la célébration du premier centenaire de la bataille) et à la Ferme d'Hougoumont (ferme fortifiée qui fut le cadre de combats meurtriers le 18 juin 1815 et qui accueille aujourd'hui un spectacle multimédia).
Le gestionnaire du site, la société Kléber Rossillon, propose une foule d'animations aux visiteurs : « les nouvelles animations seront immersives. Avec l'installation d'un bivouac au pied de la butte. De petites scénettes seront également jouées tout au long de la journée. Une calèche permettra de passer du Mémorial à la Ferme d'Hougoumont. Il y aura encore des démonstrations de chevaux. Les enfants ne sont pas oubliés. Ils sont invités à s'essayer au maniement des armes et à la marche militaire ».

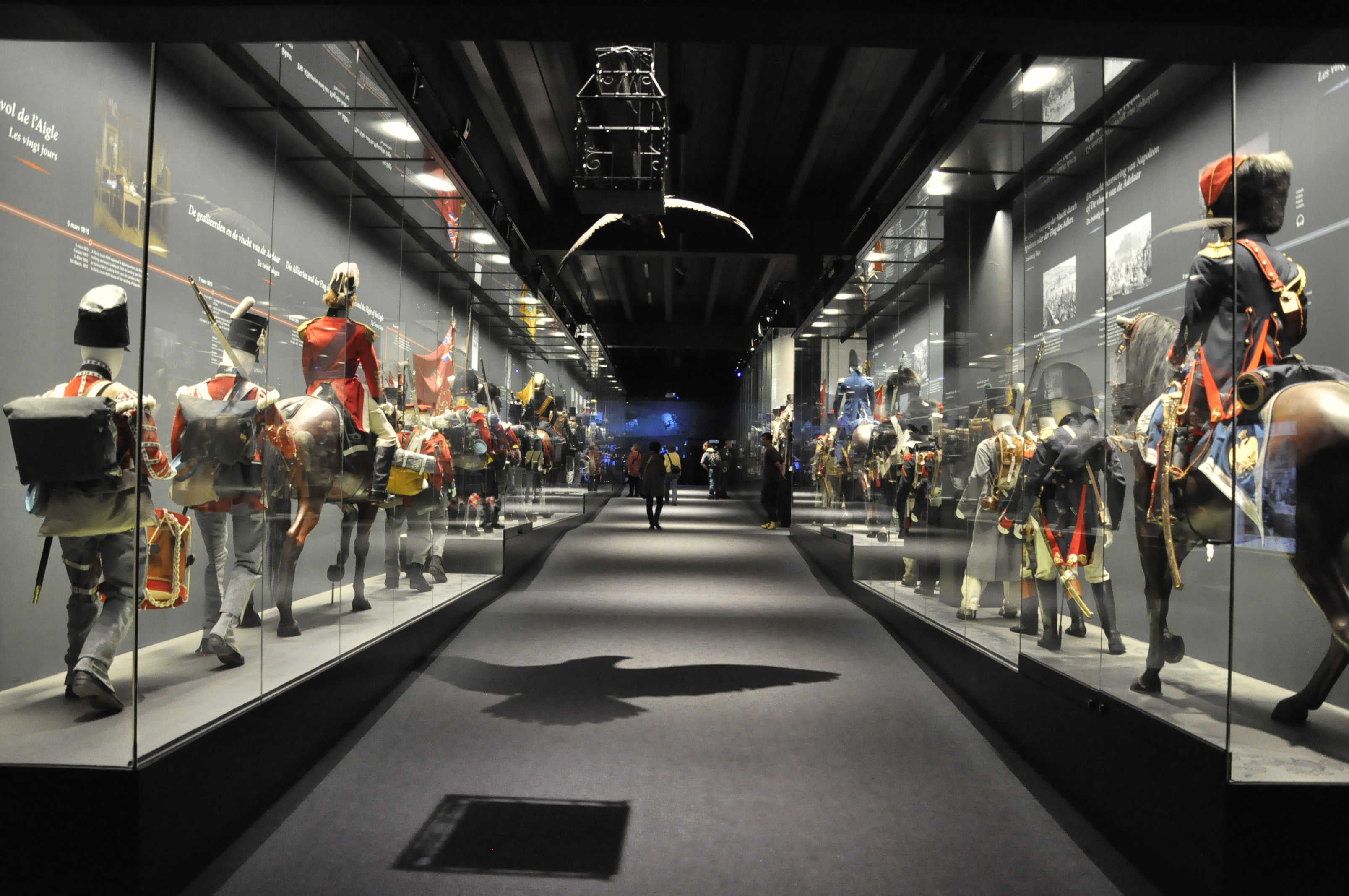
Dioramas avec les troupes alliées à gauche et le troupes françaises à droite.
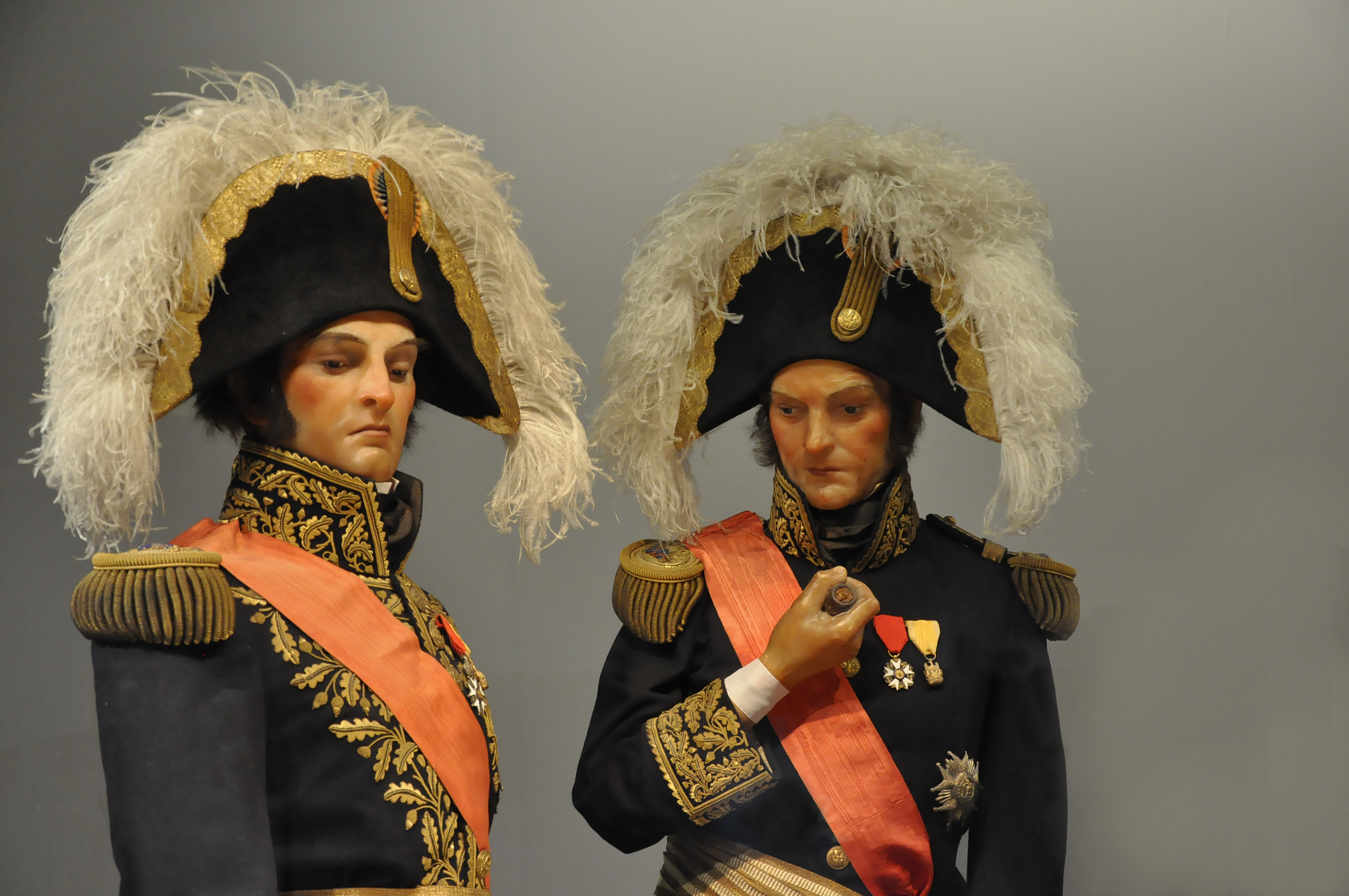
Le maréchal Jean-de-Dieu Soult et le général Henri-Gatien Bertrand.
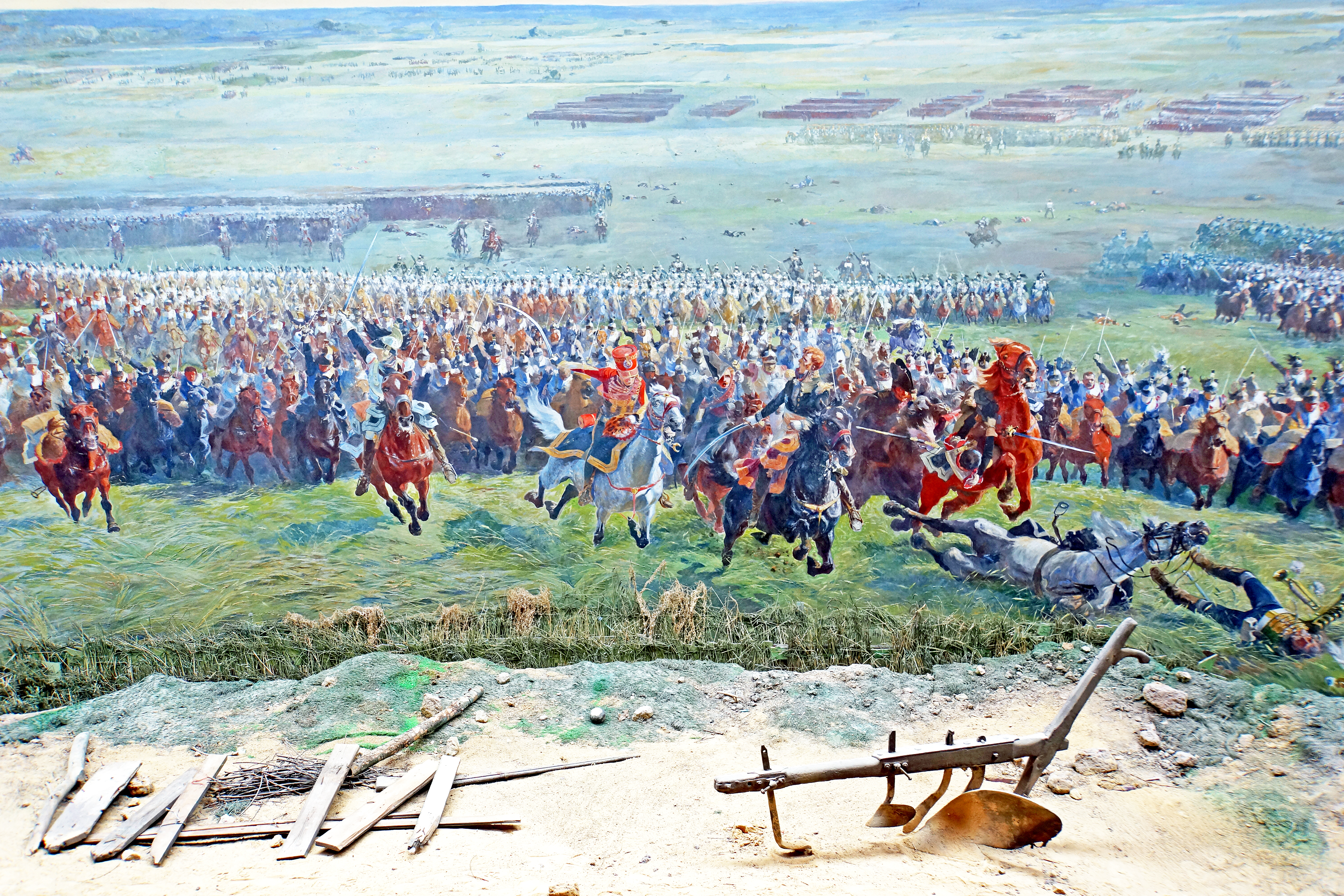
La charge de la cavalerie française dirigée par le maréchal Ney, dans la rotonde du Panorama.